# Yunosuke Yoshinaga
Yunosuke Yoshinaga (吉永 裕ノ介, Yoshinaga Yunosuke) est un mangaka japonais. 
Il est principalement connu pour être l'auteur des shōnen manga Break blade (2007) et Rampage (2004). 